# Волчецкая, Елена Владимировна
Еле́на Влади́мировна Волче́цкая (Тюненкова) (бел. Алена Уладзіміраўна Валчэцкая; род. 4 декабря 1943, Гродно, Белостокская область) — советская белорусская гимнастка, олимпийская чемпионка 1964, заслуженный мастер спорта СССР. Доцент, преподаватель Гродненского государственного университета.
Четырёхкратная чемпионка СССР в опорном прыжке (1960—1962, 1965), двукратная чемпионка СССР в упражнениях на бревне — 1963, 1964 годы. Заслуженный тренер БССР. Первый тренер — Ренальд Кныш.

## Спортивные достижения
Олимпийские игры
| Год  | Абсолютное | Командное | Опорный прыжок | Брусья | Бревно | Вольные упражнения |
| ---- | ---------- | --------- | -------------- | ------ | ------ | ------------------ |
| 1964 | 8          | 1         | 5              | 24     | 7      | 13                 |

Выступления на первенствах СССР:
| Год  | Первенство     | Абсолютное | Опорный прыжок | Брусья | Бревно | Вольные упражнения |
| ---- | -------------- | ---------- | -------------- | ------ | ------ | ------------------ |
| 1961 | Чемпионат СССР | 6          | 1              |        |        |                    |
| 1961 | Кубок СССР     | 3          | 1              |        | 5      |                    |
| 1962 | Чемпионат СССР |            | 1              | 3      | 4      |                    |
| 1962 | Кубок СССР     | 2          |                |        |        |                    |
| 1963 | Чемпионат СССР | 4          | 2              | 5      | 1      |                    |
| 1964 | Чемпионат СССР | 6          | 3              | 4      | 1      | 5                  |
| 1964 | Кубок СССР     | 2          |                |        |        |                    |
| 1965 | Чемпионат СССР | 12         | 1              |        |        |                    |

## Биография
Окончила Гродненский государственный университет (1965).
Многократная абсолютная чемпионка и чемпионка в отдельных видах многоборья БССР.
Доцент кафедры теории и методики физической культуры, преподаватель Гродненского государственного университета имени Янки Купалы.

## Награды и звания
- Звание заслуженный мастер спорта СССР по спортивной гимнастике (1971).
- Заслуженный тренер БССР.
- Почётный гражданин города Гродно[3]. 12 сентября 2008 года присвоено звание Почётного гражданина города Гродно за большой личный вклад в развитие физической культуры и спорта, подготовку спортсменов высокого класса, высококвалифицированных тренеров-преподавателей и социально-культурного развития г. Гродно.
- Медаль «За услуги перед университетом» (2012).